# Babalice
Babalice [babaˈlit͡sɛ] (tiếng Đức: Babalitz)  là một ngôi làng ở quận hành chính của Gmina Biskupiec, trong huyện Nowomiejski, Warmińsko-Mazurskie, ở miền bắc Ba Lan. Nó nằm khoảng 5 kilômét (3 mi)   phía tây Biskupiec, 22 km (14 mi) về phía tây của Nowe Miasto Lubawskie và 87 km (54 mi) về phía tây của thủ đô khu vực Olsztyn.
Làng có dân số 80 người.